# ماریبی گونسالس
ماریبی گونسالس (اسپانیایی: Mariví González‎؛ زادهٔ ۲۷ فوریهٔ ۱۹۶۱) بازیکن هاکی روی چمن اهل اسپانیا است که در مسابقات کشوری و بین‌المللی در مجموع برندهٔ 1 مدال طلا شده‌است.